# 헝가리 축구 국가대표팀
헝가리 축구 국가대표팀(헝가리어: Magyar labdarúgó-válogatott)은 헝가리를 대표하는 축구 국가대표팀으로 헝가리 축구 연맹(MLSZ)에서 관리하고 있다. '황금의 팀'이라는 별칭으로 알려져 있는 유럽 축구 중위권에 속해 있는 팀으로 홈 구장은 푸슈카시 아레나이다.

## 개요
헝가리는 1930년대와 1950년대 유럽 축구 강국으로 명성을 떨쳤고 특히 1952년 하계 올림픽에서 금메달을 획득하기도 했으며 1954년 FIFA 월드컵 결승전에서 독일에게 2-3으로 지기 전까지 국제 A매치 30여경기 연속 무패행진이라는 경이로운 기록을 세우기도 했다. 그러나 1956년 헝가리 혁명이 발발하면서 헝가리의 주축 선수들이 떠났고 이로 인해 실력이 점차 저하되기 시작했으며 물론 1960년대 이후 얼베르트 플로리안이라는 FIFA 발롱도르 수상자를 배출했고 올림픽 축구 4번의 대회에서 메달을 따내는 등 선전했으나 잃어버린 과거의 명성을 되찾기엔 역부족이었다.

## 국제 대회 경력

### FIFA 월드컵
월드컵 본선에는 9번 출전하여 이 가운데 1938년 대회와 1954년 대회에서 준우승을 차지하였고 3번의 대회(1934년, 1962년, 1966년)에서는 8강에 오르는 성과를 거두기도 했다. 그러나 1956년 헝가리 혁명 발발 후 3번의 월드컵 본선에서는 아예 조별리그 탈락의 수모를 당했고 1986년 대회를 마지막으로 현재까지 월드컵 본선에 한번도 오르지 못하고 있다.

### UEFA 유럽 축구 선수권 대회
유로 대회 본선에는 3번 출전하여 1964년 대회와 1972년 대회에서 각각 3위와 4위의 성적을 기록했지만 이 당시 본선 출전국이 4팀 밖에 없었기 때문에 이 기록은 사실상 큰 의미가 없다. 이후 2016년 대회 본선에 오르기 전까지 40년동안 유로 대회 예선 탈락만 거듭하면서 본선 무대를 밟지 못했다. 그러다가 2016년 대회를 통해 44년만에 통산 3번째 유로 대회 본선이자 30년만에 통산 12번째 메이저 대회 본선 무대에 올랐고 이후 본선에서 아이슬란드, 오스트리아, 포르투갈과 함께 F조에 편성되어 3경기에서 1승 2무로 아이슬란드와 승률에서 동률을 이뤘으나 득실차에서 1점 앞서면서 조 1위로 16강 진출에 성공하며 1966년 FIFA 월드컵 8강 이후 50년만에 메이저 대회 본선 토너먼트에 오르는 기염을 토했다. 그리고 UEFA 유로 2020 예선 E조에서 4승 4패·조 4위에 머물렀음에도 2018-19 네이션스리그 C 2조 2위의 좋은 성적 덕분에 간신히 플레이오프에 진출하여 플레이오프 A조 준결승에서 불가리아를 3-1로 꺾었고 A조 결승에서도 전 대회에서 8강 진출의 돌풍을 일으킨 아이슬란드마저 2-1로 물리치면서 2회 연속이자 통산 4번째 유로 대회 본선 진출에 성공하며 개최국 자격을 얻어냈다.

### UEFA 네이션스리그

#### 2018-19 시즌
네이션스리그의 첫 시즌에서 리그 C에 편입된 헝가리는 UEFA 유로 2004 우승팀 그리스, 유럽 축구의 변방 핀란드, 유럽 축구 최약체팀 중 하나인 에스토니아와 함께 2조에 편성되어 6경기에서 3승 1무 2패로 핀란드(4승 2패·2조 1위)에 이어 조 2위로 차기 시즌 리그 B 승격에 성공했다.

### 하계 올림픽
올림픽 축구 본선에는 U-23 대표팀까지 포함해 9번 출전했으며 이 중 5번의 대회에서 금메달 3개(1952년, 1964년, 1968년), 은메달 1개(1972년), 동메달 1개(1960년)를 획득했으나 이는 모두 성인대표팀 시절에 따낸 메달들이다.

## FIFA 월드컵
| FIFA 월드컵 본선 기록 | FIFA 월드컵 본선 기록        | FIFA 월드컵 본선 기록        | FIFA 월드컵 본선 기록        | FIFA 월드컵 본선 기록        | FIFA 월드컵 본선 기록        | FIFA 월드컵 본선 기록        | FIFA 월드컵 본선 기록        | FIFA 월드컵 본선 기록        | FIFA 월드컵 본선 기록        | FIFA 월드컵 예선 기록                    | FIFA 월드컵 예선 기록                    | FIFA 월드컵 예선 기록                    | FIFA 월드컵 예선 기록                    | FIFA 월드컵 예선 기록                    | FIFA 월드컵 예선 기록                    | FIFA 월드컵 예선 기록                    |
| 년도                  | 결과                         | 순위                         | 경기                         | 승                           | 무*                          | 패                           | 득점                         | 실점                         | 승점                         | 경기                                     | 승                                       | 무*                                      | 패                                       | 득점                                     | 실점                                     | 승점                                     |
| --------------------- | ---------------------------- | ---------------------------- | ---------------------------- | ---------------------------- | ---------------------------- | ---------------------------- | ---------------------------- | ---------------------------- | ---------------------------- | ---------------------------------------- | ---------------------------------------- | ---------------------------------------- | ---------------------------------------- | ---------------------------------------- | ---------------------------------------- | ---------------------------------------- |
| 1930년                | 불참                         | 불참                         | 불참                         | 불참                         | 불참                         | 불참                         | 불참                         | 불참                         | 불참                         | 불참                                     | 불참                                     | 불참                                     | 불참                                     | 불참                                     | 불참                                     | 불참                                     |
| 1934년                | 8강                          | 6위                          | 2                            | 1                            | 0                            | 1                            | 5                            | 4                            | 3                            | 2                                        | 2                                        | 0                                        | 0                                        | 8                                        | 2                                        | 6                                        |
| 1938년                | 준우승                       | 2위                          | 4                            | 3                            | 0                            | 1                            | 15                           | 5                            | 9                            | 1                                        | 1                                        | 0                                        | 0                                        | 11                                       | 1                                        | 3                                        |
| 1950년                | 불참                         | 불참                         | 불참                         | 불참                         | 불참                         | 불참                         | 불참                         | 불참                         | 불참                         | 불참                                     | 불참                                     | 불참                                     | 불참                                     | 불참                                     | 불참                                     | 불참                                     |
| 1954년                | 준우승                       | 2위                          | 5                            | 4                            | 0                            | 1                            | 27                           | 10                           | 12                           | 자동진출                                 | 자동진출                                 | 자동진출                                 | 자동진출                                 | 자동진출                                 | 자동진출                                 | 자동진출                                 |
| 1958년                | 조별리그                     | 10위                         | 4                            | 1                            | 1                            | 2                            | 7                            | 5                            | 4                            | 4                                        | 3                                        | 0                                        | 1                                        | 12                                       | 4                                        | 9                                        |
| 1962년                | 8강                          | 5위                          | 4                            | 2                            | 1                            | 1                            | 8                            | 3                            | 7                            | 4                                        | 3                                        | 1                                        | 0                                        | 11                                       | 5                                        | 10                                       |
| 1966년                | 8강                          | 6위                          | 4                            | 2                            | 0                            | 2                            | 8                            | 7                            | 6                            | 4                                        | 3                                        | 1                                        | 0                                        | 8                                        | 3                                        | 10                                       |
| 1970년                | 예선 탈락                    | 예선 탈락                    | 예선 탈락                    | 예선 탈락                    | 예선 탈락                    | 예선 탈락                    | 예선 탈락                    | 예선 탈락                    | 예선 탈락                    | 7                                        | 4                                        | 1                                        | 2                                        | 17                                       | 11                                       | 13                                       |
| 1974년                | 예선 탈락                    | 예선 탈락                    | 예선 탈락                    | 예선 탈락                    | 예선 탈락                    | 예선 탈락                    | 예선 탈락                    | 예선 탈락                    | 예선 탈락                    | 6                                        | 2                                        | 4                                        | 0                                        | 12                                       | 7                                        | 10                                       |
| 1978년                | 조별리그                     | 15위                         | 3                            | 0                            | 0                            | 3                            | 3                            | 8                            | 0                            | 6                                        | 4                                        | 1                                        | 1                                        | 15                                       | 6                                        | 13                                       |
| 1982년                | 조별리그                     | 14위                         | 3                            | 1                            | 1                            | 1                            | 12                           | 6                            | 4                            | 8                                        | 4                                        | 2                                        | 2                                        | 13                                       | 8                                        | 14                                       |
| 1986년                | 조별리그                     | 18위                         | 3                            | 1                            | 0                            | 2                            | 2                            | 9                            | 3                            | 6                                        | 5                                        | 0                                        | 1                                        | 12                                       | 4                                        | 15                                       |
| 1990년                | 예선 탈락                    | 예선 탈락                    | 예선 탈락                    | 예선 탈락                    | 예선 탈락                    | 예선 탈락                    | 예선 탈락                    | 예선 탈락                    | 예선 탈락                    | 8                                        | 2                                        | 4                                        | 2                                        | 8                                        | 12                                       | 10                                       |
| 1994년                | 예선 탈락                    | 예선 탈락                    | 예선 탈락                    | 예선 탈락                    | 예선 탈락                    | 예선 탈락                    | 예선 탈락                    | 예선 탈락                    | 예선 탈락                    | 8                                        | 2                                        | 1                                        | 5                                        | 6                                        | 11                                       | 7                                        |
| 1998년                | 예선 탈락                    | 예선 탈락                    | 예선 탈락                    | 예선 탈락                    | 예선 탈락                    | 예선 탈락                    | 예선 탈락                    | 예선 탈락                    | 예선 탈락                    | 10                                       | 3                                        | 3                                        | 4                                        | 11                                       | 20                                       | 12                                       |
| 2002년                | 예선 탈락                    | 예선 탈락                    | 예선 탈락                    | 예선 탈락                    | 예선 탈락                    | 예선 탈락                    | 예선 탈락                    | 예선 탈락                    | 예선 탈락                    | 8                                        | 2                                        | 2                                        | 4                                        | 14                                       | 13                                       | 8                                        |
| 2006년                | 예선 탈락                    | 예선 탈락                    | 예선 탈락                    | 예선 탈락                    | 예선 탈락                    | 예선 탈락                    | 예선 탈락                    | 예선 탈락                    | 예선 탈락                    | 10                                       | 4                                        | 2                                        | 4                                        | 13                                       | 14                                       | 14                                       |
| 2010년                | 예선 탈락                    | 예선 탈락                    | 예선 탈락                    | 예선 탈락                    | 예선 탈락                    | 예선 탈락                    | 예선 탈락                    | 예선 탈락                    | 예선 탈락                    | 10                                       | 5                                        | 1                                        | 4                                        | 10                                       | 8                                        | 16                                       |
| 2014년                | 예선 탈락                    | 예선 탈락                    | 예선 탈락                    | 예선 탈락                    | 예선 탈락                    | 예선 탈락                    | 예선 탈락                    | 예선 탈락                    | 예선 탈락                    | 10                                       | 5                                        | 2                                        | 3                                        | 21                                       | 20                                       | 17                                       |
| 2018년                | 예선 탈락                    | 예선 탈락                    | 예선 탈락                    | 예선 탈락                    | 예선 탈락                    | 예선 탈락                    | 예선 탈락                    | 예선 탈락                    | 예선 탈락                    | 10                                       | 4                                        | 1                                        | 5                                        | 14                                       | 14                                       | 13                                       |
| 2022년                | 예선 탈락                    | 예선 탈락                    | 예선 탈락                    | 예선 탈락                    | 예선 탈락                    | 예선 탈락                    | 예선 탈락                    | 예선 탈락                    | 예선 탈락                    | 10                                       | 5                                        | 2                                        | 3                                        | 19                                       | 13                                       | 17                                       |
| 2026년                | 미정                         | 미정                         | 미정                         | 미정                         | 미정                         | 미정                         | 미정                         | 미정                         | 미정                         | 미정                                     | 미정                                     | 미정                                     | 미정                                     | 미정                                     | 미정                                     | 미정                                     |
| 합계                  | 9회 진출(9/22)               | 준우승(2회)                  | 32                           | 15                           | 3                            | 14                           | 87                           | 57                           | 48                           | 132                                      | 63                                       | 28                                       | 41                                       | 235                                      | 176                                      | 217                                      |
| 순위                  | FIFA 월드컵 역대 순위 : 17위 | FIFA 월드컵 역대 순위 : 17위 | FIFA 월드컵 역대 순위 : 17위 | FIFA 월드컵 역대 순위 : 17위 | FIFA 월드컵 역대 순위 : 17위 | FIFA 월드컵 역대 순위 : 17위 | FIFA 월드컵 역대 순위 : 17위 | FIFA 월드컵 역대 순위 : 17위 | FIFA 월드컵 역대 순위 : 17위 | 월드컵 예선 승점 순위 : 39위 (유럽 21위) | 월드컵 예선 승점 순위 : 39위 (유럽 21위) | 월드컵 예선 승점 순위 : 39위 (유럽 21위) | 월드컵 예선 승점 순위 : 39위 (유럽 21위) | 월드컵 예선 승점 순위 : 39위 (유럽 21위) | 월드컵 예선 승점 순위 : 39위 (유럽 21위) | 월드컵 예선 승점 순위 : 39위 (유럽 21위) |

## UEFA 유럽 축구 선수권 대회
| UEFA 유로컵 본선 기록 | UEFA 유로컵 본선 기록                  | UEFA 유로컵 본선 기록                  | UEFA 유로컵 본선 기록                  | UEFA 유로컵 본선 기록                  | UEFA 유로컵 본선 기록                  | UEFA 유로컵 본선 기록                  | UEFA 유로컵 본선 기록                  | UEFA 유로컵 본선 기록                  | UEFA 유로컵 본선 기록                  | UEFA 유로컵 예선 기록      | UEFA 유로컵 예선 기록      | UEFA 유로컵 예선 기록      | UEFA 유로컵 예선 기록      | UEFA 유로컵 예선 기록      | UEFA 유로컵 예선 기록      | UEFA 유로컵 예선 기록      |
| 년도                  | 결과                                   | 순위                                   | 경기                                   | 승                                     | 무*                                    | 패                                     | 득점                                   | 실점                                   | 승점                                   | 경기                       | 승                         | 무*                        | 패                         | 득점                       | 실점                       | 승점                       |
| --------------------- | -------------------------------------- | -------------------------------------- | -------------------------------------- | -------------------------------------- | -------------------------------------- | -------------------------------------- | -------------------------------------- | -------------------------------------- | -------------------------------------- | -------------------------- | -------------------------- | -------------------------- | -------------------------- | -------------------------- | -------------------------- | -------------------------- |
| 1960년                | 예선 탈락                              | 예선 탈락                              | 예선 탈락                              | 예선 탈락                              | 예선 탈락                              | 예선 탈락                              | 예선 탈락                              | 예선 탈락                              | 예선 탈락                              | 2                          | 0                          | 0                          | 2                          | 1                          | 4                          | 0                          |
| 1964년                | 4강                                    | 3위                                    | 2                                      | 1                                      | 0                                      | 1                                      | 4                                      | 3                                      | 3                                      | 6                          | 4                          | 2                          | 0                          | 14                         | 8                          | 14                         |
| 1968년                | 예선 탈락                              | 예선 탈락                              | 예선 탈락                              | 예선 탈락                              | 예선 탈락                              | 예선 탈락                              | 예선 탈락                              | 예선 탈락                              | 예선 탈락                              | 8                          | 5                          | 1                          | 2                          | 17                         | 8                          | 16                         |
| 1972년                | 4강                                    | 4위                                    | 2                                      | 0                                      | 0                                      | 2                                      | 1                                      | 3                                      | 0                                      | 9                          | 5                          | 3                          | 1                          | 17                         | 9                          | 18                         |
| 1976년                | 예선 탈락                              | 예선 탈락                              | 예선 탈락                              | 예선 탈락                              | 예선 탈락                              | 예선 탈락                              | 예선 탈락                              | 예선 탈락                              | 예선 탈락                              | 6                          | 3                          | 1                          | 2                          | 15                         | 8                          | 10                         |
| 1980년                | 예선 탈락                              | 예선 탈락                              | 예선 탈락                              | 예선 탈락                              | 예선 탈락                              | 예선 탈락                              | 예선 탈락                              | 예선 탈락                              | 예선 탈락                              | 6                          | 2                          | 2                          | 2                          | 9                          | 9                          | 8                          |
| 1984년                | 예선 탈락                              | 예선 탈락                              | 예선 탈락                              | 예선 탈락                              | 예선 탈락                              | 예선 탈락                              | 예선 탈락                              | 예선 탈락                              | 예선 탈락                              | 8                          | 3                          | 1                          | 4                          | 18                         | 17                         | 10                         |
| 1988년                | 예선 탈락                              | 예선 탈락                              | 예선 탈락                              | 예선 탈락                              | 예선 탈락                              | 예선 탈락                              | 예선 탈락                              | 예선 탈락                              | 예선 탈락                              | 8                          | 4                          | 0                          | 4                          | 13                         | 11                         | 12                         |
| 1992년                | 예선 탈락                              | 예선 탈락                              | 예선 탈락                              | 예선 탈락                              | 예선 탈락                              | 예선 탈락                              | 예선 탈락                              | 예선 탈락                              | 예선 탈락                              | 8                          | 2                          | 4                          | 2                          | 10                         | 9                          | 10                         |
| 1996년                | 예선 탈락                              | 예선 탈락                              | 예선 탈락                              | 예선 탈락                              | 예선 탈락                              | 예선 탈락                              | 예선 탈락                              | 예선 탈락                              | 예선 탈락                              | 8                          | 2                          | 2                          | 4                          | 7                          | 13                         | 8                          |
| 2000년                | 예선 탈락                              | 예선 탈락                              | 예선 탈락                              | 예선 탈락                              | 예선 탈락                              | 예선 탈락                              | 예선 탈락                              | 예선 탈락                              | 예선 탈락                              | 10                         | 3                          | 3                          | 4                          | 14                         | 10                         | 12                         |
| 2004년                | 예선 탈락                              | 예선 탈락                              | 예선 탈락                              | 예선 탈락                              | 예선 탈락                              | 예선 탈락                              | 예선 탈락                              | 예선 탈락                              | 예선 탈락                              | 8                          | 3                          | 2                          | 3                          | 15                         | 9                          | 11                         |
| 2008년                | 예선 탈락                              | 예선 탈락                              | 예선 탈락                              | 예선 탈락                              | 예선 탈락                              | 예선 탈락                              | 예선 탈락                              | 예선 탈락                              | 예선 탈락                              | 12                         | 4                          | 0                          | 8                          | 11                         | 22                         | 12                         |
| 2012년                | 예선 탈락                              | 예선 탈락                              | 예선 탈락                              | 예선 탈락                              | 예선 탈락                              | 예선 탈락                              | 예선 탈락                              | 예선 탈락                              | 예선 탈락                              | 10                         | 6                          | 1                          | 3                          | 22                         | 14                         | 19                         |
| 2016년                | 16강                                   | 13위                                   | 4                                      | 1                                      | 2                                      | 1                                      | 6                                      | 8                                      | 5                                      | 12                         | 6                          | 4                          | 2                          | 14                         | 10                         | 22                         |
| 2020년                | 조별리그                               | 20위                                   | 3                                      | 0                                      | 2                                      | 1                                      | 3                                      | 6                                      | 2                                      | 10                         | 6                          | 0                          | 4                          | 13                         | 13                         | 18                         |
| 2024년                | 조별리그                               | 18위                                   | 3                                      | 1                                      | 0                                      | 2                                      | 2                                      | 5                                      | 3                                      | 8                          | 5                          | 3                          | 0                          | 16                         | 7                          | 18                         |
| 합계                  | 5회 진출(5/17)                         | 4강(2회)                               | 14                                     | 3                                      | 4                                      | 7                                      | 16                                     | 25                                     | 13                                     | 139                        | 63                         | 29                         | 47                         | 218                        | 170                        | 218                        |
| 순위                  | UEFA 유럽 축구 선수권 대회 순위 : 20위 | UEFA 유럽 축구 선수권 대회 순위 : 20위 | UEFA 유럽 축구 선수권 대회 순위 : 20위 | UEFA 유럽 축구 선수권 대회 순위 : 20위 | UEFA 유럽 축구 선수권 대회 순위 : 20위 | UEFA 유럽 축구 선수권 대회 순위 : 20위 | UEFA 유럽 축구 선수권 대회 순위 : 20위 | UEFA 유럽 축구 선수권 대회 순위 : 20위 | UEFA 유럽 축구 선수권 대회 순위 : 20위 | 유로 예선 승점 순위 : 16위 | 유로 예선 승점 순위 : 16위 | 유로 예선 승점 순위 : 16위 | 유로 예선 승점 순위 : 16위 | 유로 예선 승점 순위 : 16위 | 유로 예선 승점 순위 : 16위 | 유로 예선 승점 순위 : 16위 |

## 하계 올림픽
| 올림픽 축구 기록 | 올림픽 축구 기록 | 올림픽 축구 기록 | 올림픽 축구 기록 | 올림픽 축구 기록 | 올림픽 축구 기록 | 올림픽 축구 기록 | 올림픽 축구 기록 | 올림픽 축구 기록 | 올림픽 축구 기록 |
| 년도             | 결과             | 순위             | 경기             | 승               | 무*              | 패               | 득점             | 실점             | 승점             |
| ---------------- | ---------------- | ---------------- | ---------------- | ---------------- | ---------------- | ---------------- | ---------------- | ---------------- | ---------------- |
| 1900년           | 불참             | 불참             | 불참             | 불참             | 불참             | 불참             | 불참             | 불참             | 불참             |
| 1904년           | 불참             | 불참             | 불참             | 불참             | 불참             | 불참             | 불참             | 불참             | 불참             |
| 1908년           | 불참             | 불참             | 불참             | 불참             | 불참             | 불참             | 불참             | 불참             | 불참             |
| 1912년           | 8강              | 5위              | 3                | 2                | 0                | 1                | 6                | 8                | 6                |
| 1920년           | 참가 금지        | 참가 금지        | 참가 금지        | 참가 금지        | 참가 금지        | 참가 금지        | 참가 금지        | 참가 금지        | 참가 금지        |
| 1924년           | 1라운드          | 12위             | 2                | 1                | 0                | 1                | 5                | 3                | 3                |
| 1928년           | 불참             | 불참             | 불참             | 불참             | 불참             | 불참             | 불참             | 불참             | 불참             |
| 1936년           | 1라운드          | 13위             | 1                | 0                | 0                | 1                | 0                | 3                | 0                |
| 1948년           | 불참             | 불참             | 불참             | 불참             | 불참             | 불참             | 불참             | 불참             | 불참             |
| 1952년           | 금메달           | 우승             | 5                | 5                | 0                | 0                | 20               | 2                | 15               |
| 1956년           | 기권             | 기권             | 기권             | 기권             | 기권             | 기권             | 기권             | 기권             | 기권             |
| 1960년           | 동메달           | 3위              | 5                | 4                | 0                | 1                | 17               | 6                | 12               |
| 1964년           | 금메달           | 우승             | 5                | 5                | 0                | 0                | 22               | 6                | 15               |
| 1968년           | 금메달           | 우승             | 6                | 5                | 1                | 0                | 18               | 3                | 16               |
| 1972년           | 은메달           | 준우승           | 7                | 5                | 1                | 1                | 18               | 5                | 16               |
| 1976년           | 진출 실패        | 진출 실패        | 진출 실패        | 진출 실패        | 진출 실패        | 진출 실패        | 진출 실패        | 진출 실패        | 진출 실패        |
| 1980년           | 진출 실패        | 진출 실패        | 진출 실패        | 진출 실패        | 진출 실패        | 진출 실패        | 진출 실패        | 진출 실패        | 진출 실패        |
| 1984년           | 불참             | 불참             | 불참             | 불참             | 불참             | 불참             | 불참             | 불참             | 불참             |
| 1988년           | 진출 실패        | 진출 실패        | 진출 실패        | 진출 실패        | 진출 실패        | 진출 실패        | 진출 실패        | 진출 실패        | 진출 실패        |
| 1992년           | 진출 실패        | 진출 실패        | 진출 실패        | 진출 실패        | 진출 실패        | 진출 실패        | 진출 실패        | 진출 실패        | 진출 실패        |
| 1996년           | 조별리그         | 16위             | 3                | 0                | 0                | 3                | 3                | 7                | 0                |
| 2000년           | 진출 실패        | 진출 실패        | 진출 실패        | 진출 실패        | 진출 실패        | 진출 실패        | 진출 실패        | 진출 실패        | 진출 실패        |
| 2004년           | 진출 실패        | 진출 실패        | 진출 실패        | 진출 실패        | 진출 실패        | 진출 실패        | 진출 실패        | 진출 실패        | 진출 실패        |
| 2008년           | 진출 실패        | 진출 실패        | 진출 실패        | 진출 실패        | 진출 실패        | 진출 실패        | 진출 실패        | 진출 실패        | 진출 실패        |
| 2012년           | 진출 실패        | 진출 실패        | 진출 실패        | 진출 실패        | 진출 실패        | 진출 실패        | 진출 실패        | 진출 실패        | 진출 실패        |
| 2016년           | 진출 실패        | 진출 실패        | 진출 실패        | 진출 실패        | 진출 실패        | 진출 실패        | 진출 실패        | 진출 실패        | 진출 실패        |
| 합계             | 9회 진출(9/26)   | 금메달(3회)      | 37               | 27               | 2                | 8                | 109              | 43               | 83               |

## 유명 선수
- 푸슈카시 페렌츠
- 코치시 샨도르
- 히데그쿠티 난도르
- 보지크 요세프
- 런토시 미할리
- 부잔스키 예뇌
- 치보르 졸탄
- 얼베르트 플로리안
- 키시 라슬로
- 게러 졸탄
- 네메트 크리스티안
- 주자크 벌라주
- 키라이 가보르
- 설러이 아담
- 소보슬러이 도미니크
- 케르케즈 밀로시
- 굴라치 페테르
- 마틴 아담

## 역대 감독
| 감독                                   | 임기        |
| -------------------------------------- | ----------- |
| 버로티 러요시                          | 1957 ~ 1966 |
| 버로티 러요시                          | 1975 ~ 1978 |
| 메쇠이 칼만                            | 1980 ~ 1983 |
| 비치케이 베르털런                      | 1989        |
| 메쇠이 칼만                            | 1990 ~ 1991 |
| 틀:나라자료 마드리드주 푸슈카시 페렌츠 | 1993        |
| 메쇠이 칼만                            | 1994 ~ 1995 |
| 비치케이 베르털런                      | 1998 ~ 2001 |
| 로타어 마테우스                        | 2003 ~ 2005 |
| 다르더이 팔                            | 2014 ~ 2015 |
| 베른트 슈토르크                        | 2015 ~ 2017 |
| 조르주 레이컨스                        | 2017 ~ 2018 |

## 같이 보기
- 헝가리 여자 축구 국가대표팀